# Трактат политической экономии
Трактат политической экономии, или Простое изложение способа формирования, распределения и потребления богатства (фр. Traité d’économie politique ou Simple exposé de la manière dont se forment, se distribuent et se consomment les richesses, 1803) — произведение французского экономиста Ж.-Б. Сэя.

## Содержание
Книга включает IX глав:
I. Польза политической экономии;
II. Что такое производство?
III. Операции, общие для всех отраслей промышленности;
IV. Употребление машин;
V. Теория сбыта;
VI. Свойство и употребление денег;
VII. Прибыль с капитала и заработная плата;
VIII. Частное потребление;
IX. Общественное потребление.

## Идеи
Особое место в экономической деятельности Ж.-Б. Сэй отводит предпринимательству. По его мнению, значительное влияние на распределение богатств оказывает способность предпринимателей. В одной и той же области промышленности умный и деятельный человек приобретает богатство, а другой, столкнувшись с неблагоприятными обстоятельствами, разоряется.
По мнению Ж.-Б. Сэя существуют два одинаково важных свойства, благодаря которым население предпочитает монету, имеющую обращение в стране, всякому другому товару:
1. монета как освященный обычаем и разрешенный законом посредник в обмене продуктов годится всякому, кому надо произвести обмен;
2. монета способна дробиться на такие части, из которых каждая равна стоимости приобретаемого продукта.

Французский экономист защищает применение машин, которые хотя и вытесняют работников из производства, тем не менее, привносят в хозяйственную деятельность ряд положительных моментов:
1. введение машин в производство осуществляется достаточно медленно, а потому у рабочих есть время для подготовки к другой работе;
2. машины нельзя ввести без того, чтобы не задействовать огромное количество труда на их производство;
3. положение потребителей улучшается за счет того, что товары изготовленные при помощи машин, стоят дешевле, чем аналогичные товары, произведенные вручную.

## Переводы на русском языке
- Под названием: «Сокращенное учинение о народном хозяйстве, или Дружеские разговоры, в которых объясняется, каким образом богатство производится, делится и потребляется в обществе» / пер. Н. Р. Политковского. — СПб., 1816;
- Под названием: «Начальные основания политической экономии, или Дружеские беседы о производстве, разделении и потреблении богатств в обществе». — М., 1828;
- Трактат политической экономии / пер. Е. Н. Каменецкой. — М. : К. Т. Солдатенков, 1896. — 400 с. разд. паг. — (Библиотека экономистов; Вып. 6). — С. 1—112.
- Трактат по политической экономии. — М.: Дело, 2000. («Политическая экономия: ступени познания»).